# Ublížení na zdraví
Ublížení na zdraví je pojmem z oblasti trestního práva. Upravuje ho především trestní zákoník, který užívá pro vyjádření újmy na zdraví právní pojem „ublížení na zdraví“. Tento pojem se vyskytuje i u jiných skutkových podstat a v jiných kontextech. Ublížením na zdraví lze též rozumět souhrnný název všech trestných činů proti zdraví nebo konkrétní trestný čin či specifický následek. Ublížení na zdraví je vhodné odlišovat od jiných pojmů jako je např. těžká újma na zdraví.

## Pojem „ublížení na zdraví“
Ublížením na zdraví se rozumí způsobení takového stavu, při kterém dochází k porušení normálních tělesných nebo duševních funkcí. Je to tedy stav záležející v poruše zdraví nebo jiném onemocnění (či poranění). Tento stav znemožňuje či znesnadňuje, nikoli jen po krátkou dobu, výkon obvyklých činností. Má nepříznivý vliv na každodenní způsob života poškozeného. Nevyžaduje se však, aby tato porucha poškozenému znesnadňovala jeho obvyklý způsob života nějakým zásadním způsobem. Zpravidla vyžaduje lékařské ošetření, i když nutně nezanechává trvalé následky. Není tedy zcela přechodného rázu.

### Charakteristické prvky
Ublížení na zdraví je charakterizováno třemi prvky, kterými jsou porucha zdraví nebo jiné onemocnění, znesnadnění obvyklého způsobu života a potřeba lékařského ošetření.
1. Poruchou zdraví nebo jiným onemocněním se v tomto kontextu rozumí změněný zdravotní stav poškozeného, který vznikl v důsledku jednání pachatele a který se projevoval nikoli jen nepodstatným zhoršením tělesných nebo duševních funkcí. Příkladem mohou být déletrvající bolesti, horečky, nespavost, smyslová omezení (přechodné zhoršení zraku, sluchu, čichu, též nechuť k jídlu), nemožnost nebo omezení pohybu, apod. Ne každá porucha zdraví či jiné onemocnění jsou ublížením na zdraví ve smyslu trestního zákoníku. Nestačí jen přechodná a krátkodobá bolest či nevolnost, malé oděrky apod. Také se nesmí jednat o vážnou poruchu zdraví nebo o vážné onemocnění, které by naplňovaly podmínky těžké újmy na zdraví.[4]
2. Ublížení na zdraví je mimo jiné vymezeno také znesnadněním obvyklého způsobu života postiženého. Porucha zdraví nebo jiné onemocnění tak znesnadňuje výkon obvyklé činnosti anebo jinak zasahuje do běžného způsobu života poškozeného. Toto znesnadnění zpravidla spočívá v omezení pohyblivosti (hybnosti) až upoutáním na lůžko, v bolestivosti, zvýšené tělesné teplotě, v užívání léků či pracovní neschopnosti apod. Zasahuje jak do pracovní, rodinné, společenské a kulturní stránky života, tak i do sportovní či zábavní. Musí se tak dít nikoli jen po krátkou, zcela přechodnou dobu. Soudní praxe (ustálená judikatura) vychází z toho, že znesnadnění obvyklého způsobu života poškozeného musí trvat nejméně sedm kalendářních dní.[4]
3. U potřeby lékařského ošetření je důležité vycházet z toho, že není podstatné, zda k němu skutečně došlo, tedy zda se poškozený k ošetření dostavil, ale zda obvykle k takovému ošetření dochází. Není tak zásadní, zda si poškozený ošetřil zranění sám, záleží především na objektivní potřebě lékařského ošetření.[5]

Tyto tři prvky je zapotřebí vykládat ve vzájemné spojitosti a souvislosti, nelze je od sebe oddělit, neboť jde o určení povahy a závažnosti újmy na zdraví.

### Odlišení ublížení na zdraví od těžké újmy na zdraví
Ublížení na zdraví a těžká újma na zdraví jsou právní pojmy, které mají podklad ve změně zdravotního stavu člověka. Soud o nich rozhoduje na základě odborného vyjádření nebo posudku znalce z oboru zdravotnictví, odvětví soudního lékařství. Rozdíl mezi nimi spočívá v tom, že u těžké újmy na zdraví se musí jednat o vážnou poruchu zdraví či vážné onemocnění trvající delší dobu (cca 6 týdnů), které postižený pociťuje jako citelnou újmu v obvyklém způsobu života. Jedná se o zmrzačení, ztrátu nebo podstatné snížení pracovní způsobilosti, ochromení údu, ztrátu nebo podstatné oslabení funkce smyslového ústrojí, poškození důležitého orgánu, zohyzdění, vyvolání potratu nebo usmrcení plodu, mučivé útrapy nebo delší dobu trvající poruchu zdraví.

### Právní úprava
Ublížení na zdraví je v České republice od 1. 1. 2010 upraveno zejména v zákoně č. 40/2009 Sb., trestní zákoník. Jelikož nastávaly potíže při posuzování pojmu ublížení na zdraví v praxi, která v tomto směru vycházela jen z judikatury, trestní zákoník upravuje v § 122 vymezení tohoto pojmu a těžké újmy na zdraví. Definici ublížení na zdraví dle § 122 odst. 1 trestního zákoníku nelze považovat za vyčerpávající, a proto je i nadále nezbytné vycházet z navazující judikatury.

#### Rozdíl v pojetí ublížení na zdraví
Zákon o obětech trestných činů (zákon č. 45/2013 Sb.) obsahuje vlastní definici pojmů ublížení na zdraví a těžká újma na zdraví pro účely stanovení okruhu osob, které mají právo na peněžitou pomoc. Definice těžké újmy na zdraví se naprosto shoduje s definicí, která je vymezena v § 122 odst. 2 trestního zákoníku. Avšak definice pojmu ublížení na zdraví se na rozdíl od § 122 odst. 1 trestního zákoníku liší. Pro oblast poskytování peněžité pomoci se okruh žadatelů o peněžitou pomoc zužuje. Pokud jde o ublížení na zdraví na rozdíl od trestního zákona, který uvádí znesnadnění obvyklého způsob života poškozeného nikoli jen po krátkou dobu, tento zákon vyžaduje, aby znesnadnění obvyklého způsobu života oběti trvalo nejméně po dobu tří týdnů.

## Trestné činy proti zdraví
Trestnými činy proti zdraví jsou:
- těžké ublížení na zdraví (§ 145),
- ublížení na zdraví (§ 146),
- ublížení na zdraví z omluvitelné pohnutky (§ 146a),
- těžké ublížení na zdraví z nedbalosti (§ 147),
- ublížení na zdraví z nedbalosti (§ 148).[11]

Struktura, kterou všechny druhy ublížení na zdraví sdílejí, je následující:
1. Objektem trestných činů proti zdraví je lidské zdraví, tzn. řádná funkce všech orgánů, které jsou potřebné k obvyklé činnosti člověka. Zahrnuto je též duševní zdraví.[2] Objektem trestného činu jsou v právní teorii právní hodnoty a zájmy, na jejichž zachování má společnost zvláštní zájem, proto jim stát poskytuje trestněprávní ochranu.[12]
2. Předmětem útoku je živý člověk, nikoli lidský plod, který však už před útokem může být zraněný nebo nemocný, nemusí být zcela zdráv.[2] Předmětem se v právní teorii rozumí konkrétní reálné předměty, které trestný čin bezprostředně zasahuje.[13]
3. Z objektivní stránky je zapotřebí rozlišovat dvojí stupeň ublížení na zdraví a to méně závažné ublížení na zdraví a těžkou újmu na zdraví.[2] Objektivní stránka je v právní teorii charakterizována způsobem spáchání trestného činu a jeho následky.[14]
4. Subjektem dle trestního zákona může být kdokoliv. Avšak v případě těžkého ublížení na zdraví z nedbalosti (odst. 2 a 3) a ublížení na zdraví z nedbalosti je subjektem osoba, která poruší důležité povinnosti dané zákonem.[15] Pachatelem (subjektem) je podle právní teorie ten, kdo bezprostředně spáchal trestný čin a naplnil tak svým jednáním všechny znaky trestného činu. Odlišuje se tak od spolupachatelů a účastníků trestného činu.[16]
5. Ze subjektivní stránky jde v základních skutkových podstatách o úmyslné nebo nedbalostní jednání. Rozlišujeme tedy úmyslně spáchané těžké ublížení na zdraví, úmyslně spáchané ublížení na zdraví a úmyslně spáchané ublížení na zdraví z omluvitelné pohnutky. Dála rozlišujeme těžké ublížení na zdraví z nedbalosti a ublížení na zdraví z nedbalosti, u kterých je trestní zodpovědnost podmíněna současným porušením jisté důležité povinnosti.[2] Subjektivní stránka v právní teorii tedy charakterizuje trestný čin z hlediska jeho vnitřní stránky, z pohledu psychiky pachatele.[17]

Trestné činy proti zdraví se však vzájemně liší buď stupněm závažnosti následku nebo formou zavinění, která se k takovému následku, uvedenému v základní skutkové podstatě, vztahuje. Újma na zdraví nedosahující intenzity ublížení na zdraví může být přestupkem proti občanskému soužití.

## Posuzování ublížení na zdraví
Při posuzování ublížení na zdraví se zohledňuje:
1. Povaha poruchy zdraví
  - Při posuzování, zda došlo k ublížení na zdraví, má význam především skutečnost, jaká je povaha poruchy zdraví. To znamená, že se posuzuje způsob vzniku poruchy, projevy příznaků, který orgán a jaká funkce byla narušena, bolestivost poranění, popř. její intenzita.
  - Poškozený nemusí být před útokem pachatele zdravý, může být nemocen nebo zraněn. Porucha zdraví nebo jiné onemocnění (změněný zdravotní stav poškozeného) se posuzuje vždy oproti předchozímu zdravotnímu stavu poškozeného. Rozhodující tedy je, oč se stav zhoršil oproti stavu před útokem pachatele. Pokud pachatel způsobí osobě již smrtelně zraněné další zranění, která ačkoli nejsou smrtelná, zakládají ublížení na zdraví, neodpovídá pachatel za smrt poškozeného, ale odpovídá za ublížení na zdraví. To i v případě, že zranění, která způsobil, už nemají žádný vliv na smrtí končící průběh poúrazového chorobného procesu. Posuzování každého případu musí být komplexní a přísně individuální. Ublížení na zdraví musí být v příčinné souvislosti s jednáním pachatele.[4]
2. Lékařské ošetření
  - Dále se posuzuje, zda a jaké lékařské ošetření tato porucha vyžaduje, jaké potíže poškozený měl a zda odpovídají lékařskému nálezu. Také do jaké míry a na jak dlouho porucha zdraví narušila obvyklý způsob života daného jedince.[8]
3. Schopnost vykonávat práci
  - Jelikož ublížení na zdraví má i vliv na schopnost vykonávat práci, zohledňuje se vyřazení z pracovního procesu (délka pracovní neschopnosti). Avšak pracovní neschopnost sama o sobě nemusí vždy správně odrážet povahu, intenzitu a závažnost způsobené poruchy zdraví. Například při práci švadleny může mít i drobné zranění na ruce za následek delší pracovní neschopnost, i když nemá jinak vliv na obvyklý způsob života. Naproti tomu v některých případech ublížení na zdraví nedochází k pracovní neschopnosti, např. při vyražení zubů, které může vést k problémům se stravováním či vyslovováním. V tomto případě nemusí dojít k odůvodnění pracovní neschopnosti. Pracovní neschopnost tedy není jediným ani rozhodujícím kritériem při posuzování ublížení na zdraví.[18]
4. Úmysl pachatele
  - K naplnění subjektivní stránky trestného činu ublížení na zdraví musí být prokázáno, že úmysl pachatele směřoval ke způsobení následku ublížení na zdraví. To znamená, že rozhodující pro právní posouzení bude, k jakému následku směřoval úmysl pachatele. V tomto případě by měl směřovat k zapříčinění újmy charakteru ublížení na zdraví. Jednal-li pachatel v tomto úmyslu, ovšem k ublížení na zdraví nedošlo, přichází v úvahu posouzení jednání pachatele jako pokus trestného činu ublížení na zdraví. Pokud však naopak tento následek přesáhne pachatelův úmysl, tzn. dojde k těžké újmě na zdraví či až k smrti poškozeného, a pokud je tento těžší následek zapříčiněn nedbalostním zaviněním pachatele, bude jeho trestný čin posouzen závažněji.[19]
5. Okolnosti trestného činu
  - Při posuzování činu pachatele, který útočil proti zdraví poškozeného, je také potřeba posuzovat okolnosti, za jakých se určitý trestný čin stal. Například, jakým předmětem pachatel útočil nebo jaké nebezpečí při útoku poškozenému hrozilo.[20]
6. Znalecký posudek
  - Významným podkladem pro správné závěry, které činí soud, jsou závěry znaleckého posudku z oboru zdravotnictví nebo odborné vyjádření příslušného lékaře.[9] Pro soud v tomto případě není směrodatné, jak se poškozený po útoku zdravotně cítil. Rozhodnutí, zda v konkrétním případě došlo k ublížení na zdraví či k těžké újmě na zdraví, je závěrem právním. Ten přísluší učinit soudu, nikoli znalci.[21]